# فیلاندیا (کیندیو)
فیلاندیا (انگلیسی: Filandia, Quindío) نام شهری در کشور کلمبیا است.